# Бен-Шломо, Йосеф
Йосеф Бен-Шломо (ивр. יוסף בן שלמה‎,
1930, Краков — 21 апреля 2007, Кдумим) — израильский историк еврейской философии, религии и мистики.

## Биография
Родился в Кракове в семье религиозных сионистов, уже в возрасте трёх лет был привезён родителями в Палестину. Жил в городах Бней-Брак и Рамат-Ган. Участвовал в Хагане и в бригаде Голани. Принадлежал к левым силам, протестовал против создания еврейского присутствия в Хевроне после Шестидневной войны, но позже поменял взгляды и переехал в поселение Кдумим в Самарии.
Ключевым моментом в выборе профессии явилось знакомство с Гершомом Шолемом, после чего Бен-Шломо решил заниматься еврейской философией. Был необычайно популярным лектором по философии в Тель-Авивском университете. По инициативе коллеги по университету Биньямина Файна лекции Бен-Шломо были записаны, переведены и изданы на русском языке.
Скончался в возрасте 77 лет в Кдумим.

## Труды
- Йосеф Бен-Шломо, «Учение о Божественном у Моше Кордоверо»
- Йосеф Бен-Шломо, «Философские корни каббалы по Гершому Шолему»
- Йосеф Бен-Шломо, «Главы о философии Спинозы»
- Йосеф Бен-Шломо, «Песня жизни. Учение рава Авраама Ицхака Кука»

## Публикации на русском языке
- Йосеф Бен-Шломо. Введение в философию иудаизма // на сайте Маханаима.
- Йосеф Бен-Шломо. Песня жизни. Главы из учения рава Кука". Курс лекций, прочитанных в рамках Израильского «Радио — университета» // Полонский П. Рав Авраам Ицхак Кук, личность и учение.